# ブレーク (馬車)

## 概要

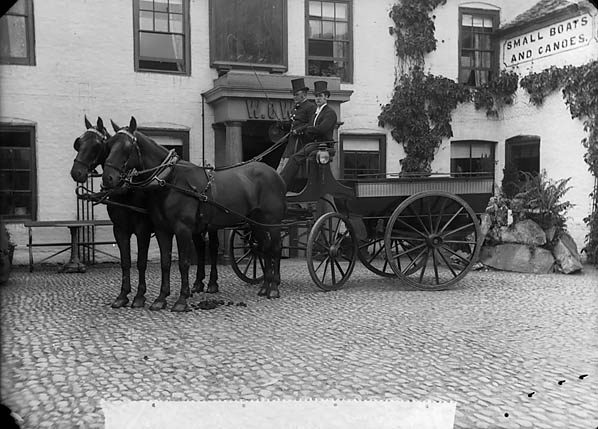
A brake (carriage)

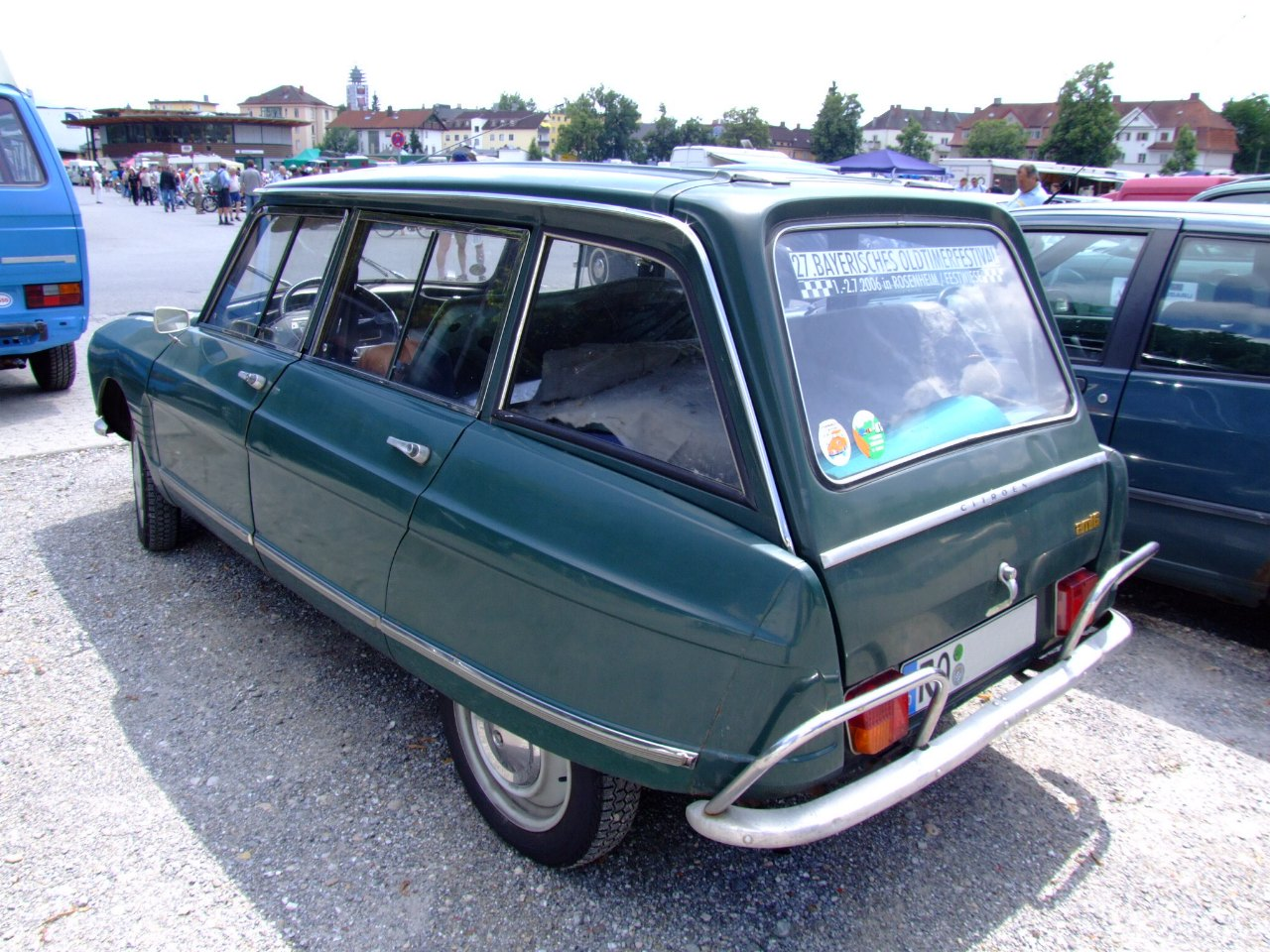
自動車でのブレークの例
シトロエン・アミ 6 ブレーク

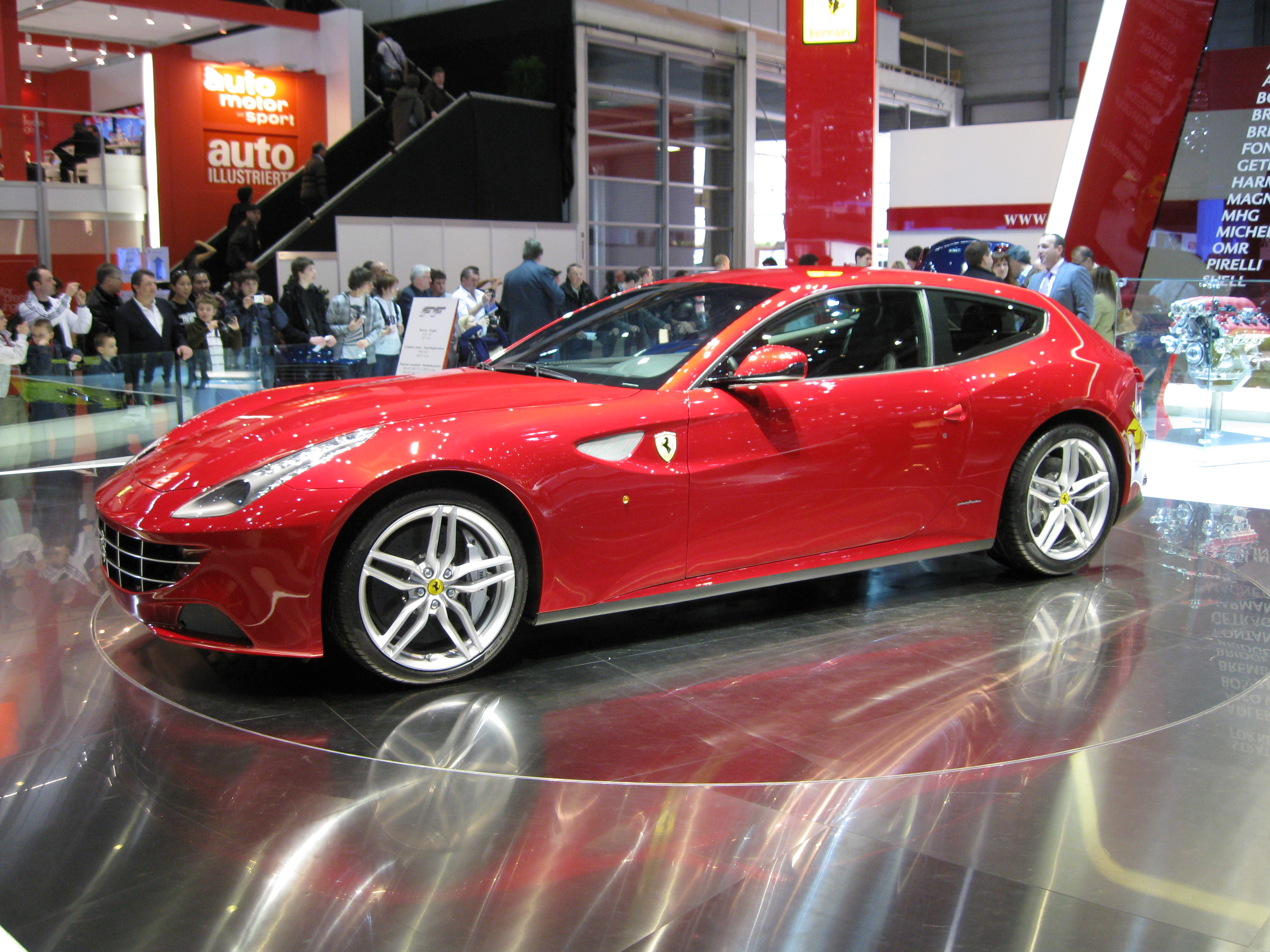
現代の「シューティングブレーク」フェラーリ・FF

ブレーク(brakeまたはbreak)は馬で牽引したキャリッジ（馬車）の一種。19世紀から20世紀初頭にかけて英国で使われた。サイズは大型から小型まであり、屋根は開放されたオープン4輪車両で、田舎（Countryside）で使われた。シューティングブレークと呼ばれる、狩猟用のオープン馬車（キャリッジ）が代表的な型。これは運転手とゲームキーパー（Gamekeeper:多くは領主などの土地の所有者に雇われた管理人で、狩猟場へ案内する役）が前方を向いた前座席に乗り（馬車での前座席は後方と対面になっていることが多いので「前向きの前席」と注記される）、さらにその後方には（進行方向に対して縦長の）横向き対面座席があり狩猟、狩猟者（スポーツメン:Sportsmen）が6人まで乗れる。猟犬、銃、獲物は側面の細長いラックに入れられた。
初期の頃、19世紀初頭のブレークは大型の馬車用フレームをボディをつけずに使用したものを指した。これは若馬が馬車を引くための調教（ブレーキング・イン：Breaking in＝＞Horse breaking)にも使われた。19世紀末になるとブレークという言葉の適用範囲は拡大し、小さな荷馬車（Wagonette）を指す言葉としても使われた。人と荷物の輸送に用いられたサスペンションとスプリングなしの馬車「ワゴン」に、多くの人が乗れるよう長いすを据え付けて娯楽用途にしたものがワゴネットとよばれる。
今日の自動車では、ステーションワゴンを意味する言葉として、主にフランス車で使われている。